# Configuration du match
Pour les articles homonymes, voir Configuration.
On utilise l’expression configuration de match pour désigner le caractère particulier que revêt une confrontation entre deux individus ou deux équipes. Elle énonce l’architecture et les éléments constituants de l’opposition (ses aspects d’ordre physique, psychologique, social…). Ex. : le prochain match entre deux équipes, dont le premier a été extrêmement « musclé », donne à penser que la revanche aura une « odeur de poudre ».

## Ensports de combat
La « configuration » décrit la nature de la confrontation et ses éléments constituants (équilibre des forces en présence, opposition de styles, données sur les précédentes rencontres, etc.).

En termes de plan tactique, compte tenu du « profil prévisible » ou « en cours » de la confrontation, le « plan de route » va pouvoir s’en inspirer. 

### Illustration enboxe
Le style particulier d’un combattant et sa façon de combattre va induire une « configuration » de l’opposition particulière. Ici dans l’exemple no 1, le boxeur A est un « fonceur » et dans l’exemple 2 à contrario, il est « attentiste ». Ainsi, leurs adversaires devront « composer » tactiquement pour mettre à mal leur façon dominante de faire.

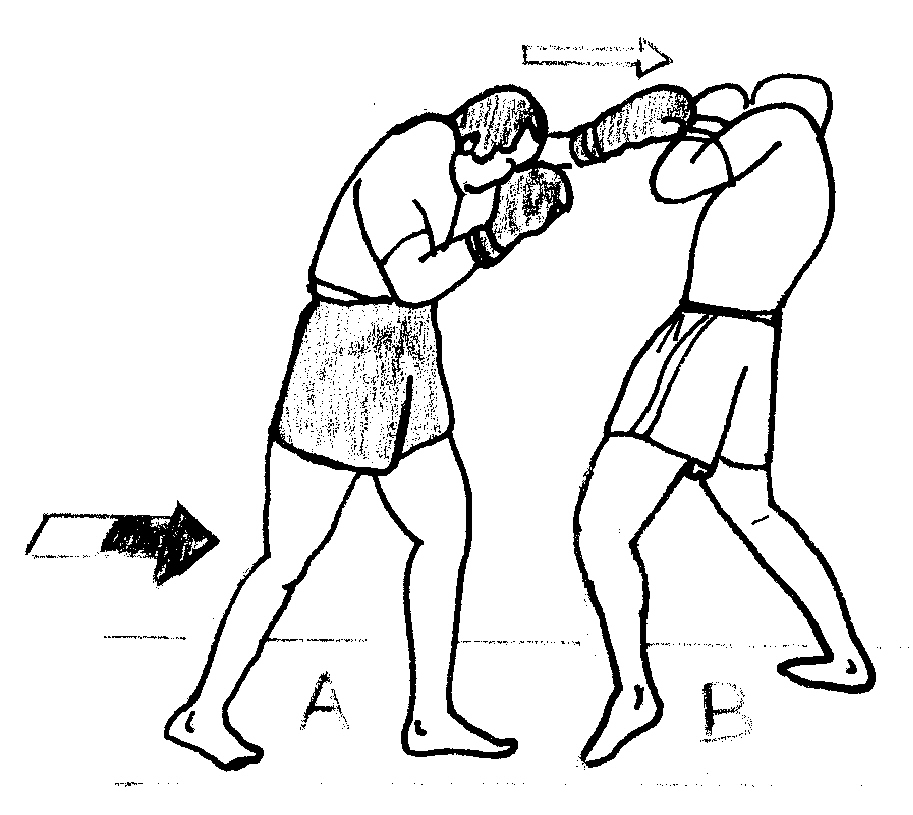
Ex.1 : Ici le boxeur (A) utilise une posture dos enroulée pour entreprendre un forcing (crouch)
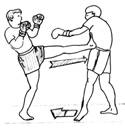
Ex.2 : Ici, le boxeur de gauche combat en « attentiste » et utilise des coups d’arrêt

## Sources
- Georges Blanchet, Boxe et sports de combat en éducation physique, Ed. Chiron, Paris, 1947
- Gérard Chaliand, Arnaud Blin, Dictionnaire de stratégie militaire, Librairie académique Perrin, 1998
- Alain Delmas, 1. Lexique de la boxe et des autres boxes (Document fédéral de formation d’entraîneur), Aix-en-Provence, 1981-2005 – 2. Lexique de combatique (Document fédéral de formation d’entraîneur), Toulouse, 1975-1980
- Jack Dempsey, Championship fighting, Ed. Jack Cuddy, 1950
- F.F.E., Les cahiers de la commission pédagogique nationale d’escrime, INSEP, Paris, 1981
- François Géré, Pensée stratégique, Ed. Larousse, Paris, 1999
- Gabrielle & Roland Habersetzer, Encyclopédie des arts martiaux de l'Extrême-Orient, Ed. Amphora, Paris, 2000
- Louis Lerda, J.C. Casteyre, Sachons boxer, Ed. Vigot, Paris, 1944
- Thierry de Montbrial et Jean Klein, Dictionnaire de stratégie, PUF, Paris, 2000